# Per Magnus Herman Schultz
Per Magnus Herman Schultz (Nykvarn, Švedska, 7. srpnja 1823. - Stockholm, 8. svibnja 1890.) je bio švedski astronom. 1878. je godine postao profesorom astronomije na Uppsallskom sveučilištu i ravnateljem opservatorija u Uppsali. Otkrio je 13 objekata koji su poslije zapisani u Novi opći katalog.
Od 1873. članom je Kraljevskog znanstvenog društva u Uppsali a od 1875. članom je Švedske akademije znanosti.

## Vanjske poveznice
- Herman Schultz na LIBRIS-u
- Herman Schultz (1823. – 1890.)